# Liste des membres de la Garde impériale Shi'ar
Cet article concerne une œuvre de fiction, la liste recensant les membres de la Garde impériale Shi'ar, troupe fictive appartenant à l'univers de Marvel Comics.

## Membres
- Arc[1]
- Astra
- Binder[2]
- Black Light[3]
- Blackthorn[4]
- Blimp[5]
- Chakar[2]
- Commando[6]
- Cosmo[7]
- Delphos[8]
- Electron[9]
- Fader[10]
- Fang[11]
- Flashfire / Tempest
- Gladiator / Kallark[12]
- Glom[13]
- G-Type[14]
- Hardball[15]
- Hobgobelin
- Hussar[16]
- Immundra[17]
- Impulse[18]
- Kwill[2]
- Magique[19]
- Mammoth[17]
- Manta[20]
- Mentor[21]
- Monstra[10]
- Moondancer[22]
- Neosaurus[23]
- Neutron / Quasar
- Nightside
- N'rill'irēē[24]
- Onslaught[25]
- Oracle
- Plutonia[26]
- Schism[27]
- Scintilla[28]
- Séisme (Earthquake)[29]
- Smasher
- Solar Wind[30]
- Squorm[31]
- Starbolt
- Stuff[32]
- Titan[33]
- Voltor[2]
- Voyager[34]
- Warstar
- Webwing[35]
- White Noise[36]
- Zenith[37]

## Astra
Pour les articles homonymes, voir Astra.
Astra est une femelle alien capable de se rendre intangible. Elle peut alors traverser la matière solide. Sous cette forme, elle est capable de frapper les autres personnes intangibles. Son contact déstabilise les systèmes organiques, allant jusqu'à rendre inconscients ses adversaires. Quand elle est intangible, elle reste toutefois sensible aux lasers et autres tirs énergétiques. 
Au service de D'Ken, elle affronta les Frères des étoiles et les X-Men. D'Ken vaincu, Astra se rangea du côté de la nouvelle impératrice, Lilandra. Durant l'opération Galatic Storm, elle et d'autres défendirent l’impératrice contre l'équipe Kree Starforce. Sous la régence de Deathbird qui renversa sa sœur, elle partit à la recherche du Phalkon, une source de pouvoir légendaire. Lorsque Vulcain prit le pouvoir en tuant D'Ken, elle se plia à sa volonté
Informations
- Première apparition : v.o. Uncanny X-Men #107 (1977) - v.f. Spécial Strange n° 17 (1979)
- Créateurs :  Chris Claremont (scénariste), Dave Cockrum (dessinateur)
- Espèce : Inconnue
- Taille : 1,55 m
- Poids : 64 kg
- Yeux : Blanc
- Cheveux : Auburn
- Équipement : jetpack anti-gravité

Liens externes
- (en) Astra sur marvel.com
- (en) Astra sur l’Appendix to the Handbook of the Marvel Universe
- (en) Astra sur la Comic Book Database

## Flashfire
Flasfire, également connu sous le nom de code Tempest ou Ouragan, est un mâle alien de race inconnue pouvant conduire l'énergie bio-électrique à travers son corps, s'en servant comme source de lumière ou attaque, sous la forme d'un arc électrique. Il est basé sur le personnage de Lightning Lad de DC Comics.
Grannz, lorsqu'il rejoint la Garde Impériale, rencontre Oracle, une télépathe, dont il tombe amoureux et avec qui il se fiance. Il combattit les X-Men et les Frères des étoiles à de maintes reprises. Sur le terrain, il se soucie de sa bien-aimée qu'il ne tarde pas à la demander en mariage. Grannz est fidèle au Trône, même lorsque ce dernier est possédé par le tyran Terrien Vulcain. Il participe à l'assaut de la Garde sur Hala, pour empêcher le mariage entre Ronan l'Accusateur et Crystal des Inhumains.
Informations
- Première apparition : v.o. Uncanny X-Men #107 (1977) - v.f. Spécial Strange n° 17 (1979)
- Créateurs :  Chris Claremont (scénariste), Dave Cockrum (dessinateur)
- Espèce : Inconnue
- Taille : 1,86 m
- Poids : 88 kg
- Yeux : Orange
- Cheveux : Blonds

Liens externes
- (en) Flashfire sur marvel.com
- (en) Flashfire sur l’Appendix to the Handbook of the Marvel Universe
- (en) Flashfire sur la Comic Book Database

## Hobgobelin
Hobgobelin est un guerrier caméloïde, aussi connu sous le nom de Kobold. Il est à noter que dans l'Univers Marvel le nom Hobgobelin est le nom en version originale d'un autre personnage : le Super-Bouffon. Il est basé sur le personnage de Chameleon Boy de DC Comics.
Au service de D'Ken, il attaqua les X-Men et devint l'un des ennemis des Frères des étoiles. Grâce à ses pouvoirs, il prit l'apparence d'un commandant Shi'ar pendant la Guerre Kree-Shi'ar, et persuada le praetor d'attaquer les Vengeurs. Il prit aussi les traits de Docteur Minerve pour capturer Captain Atlas. Il fut tué par Vulcain.
Hobgobelin est un cameloïde et possède les pouvoirs inhérents à sa race. Après un scannage psionique, il peut changer d'apparence, de taille et de poids, prenant alors les capacités physiques de ses modèles. Son costume se transforme lui aussi. C'est aussi un excellent comédien.
Informations
- Première apparition : v.o. Uncanny X-Men #107 (1977) - v.f. Spécial Strange n° 17 (1979)
- Créateurs :  Chris Claremont (scénariste), Dave Cockrum (dessinateur)
- Espèce : Cameloïde
- Yeux : Jaune
- Peau : Violette

Liens externes
- (en) Hobgoblin sur marvel.com
- (en) Hobgobelin sur l’Appendix to the Handbook of the Marvel Universe
- (en) Hobgobelin sur la Comic Book Database

## Neutron
Neutron, aussi appelé à une époque Quasar, est un mâle Stygien, une race alien. Il a été une des premières recrues de la Garde, quand cette dernière fut formée pour combattre la Force Phénix. Ces cellules absorbent les énergies électromagnétiques et kinétiques et augmentent ainsi sa force physique. Les Stygiens ont des corps très denses. Il n'a pas besoin d'air, et ne consomme pas de nourriture. Il peut voler à vitesse modérée et peut survivre dans l'espace glacé. Sa race possède une longévité accrue.
Traitre, il suit Deathbird dans son complot pour renverser le règne de l'Impératrix Lilandra. Il combat contre les Frères des étoiles et les X-Men. Il affronta Quasar. Depuis cette période, il n'est pas retourné sur Stygia car il a été banni par les siens. Avec Hussar, Warstar et Webwing, ils sont bannis pour leur crime et affrontent les X-Men sur Terre. Il reprend plus tard son poste au sein de la Garde. Il tente de stopper Vulcain mais est vite battu. Quand le mutant devint empereur des Shi'ar, Neutron resta à son service. Il est tué par des monstres alors que son escouade tente d'échapper aux monstres issus de la Faille, qu'elle venait étudier. Il est remplacé par un congénère de sa race nommé Cosmo.
Informations
- Première apparition : v.o. Uncanny X-Men #107 (1977) - v.f. Spécial Strange n° 17 (1979)
- Créateurs :  Chris Claremont (scénariste), Dave Cockrum (dessinateur)
- Espèce : Stygien
- Taille : 1,89 m
- Poids : 309 kg
- Yeux : Blancs
- Cheveux : Noirs
- Peau : Noir avec des étoiles

Liens externes
- (en) Neutron sur marvel.com
- (en) Neutron sur l’Appendix to the Handbook of the Marvel Universe
- (en) Neutron sur la Comic Book Database
- (en) Quasar sur la Comic Book Database

## Nightside
Nightside est une femelle alien de race inconnue, capable de générer des ténèbres extra-dimensionnelles. La matière sombre encerclant la victime donne l'impression d'une chute et provoque des cauchemars. Il est à noter qu'elle réprouve d'utiliser ses pouvoirs et a elle-même peur de l'obscurité.
Elle combat les X-Men et les Frères des étoiles à de maintes reprises, restant toujours fidèle au Trône. Durant le crossover War of Kings, Nightside fait partie de la troupe menant l'assaut sur Hala, le foyer Kree, pour interrompre le mariage liant Ronan l'Accusateur à Crystal des Inhumains. Elle est abattue par des soldats Kree pendant la bataille.
Informations
- Première apparition : v.o. Uncanny X-Men #107 (1977) - v.f. Spécial Strange n° 17 (1979)
- Créateurs :  Chris Claremont (scénariste), Dave Cockrum (dessinateur)
- Espèce : Inconnue
- Taille : 1,70 m
- Poids : 56 kg
- Yeux : Blancs
- Cheveux : Noirs
- Peau : Bleu

Liens externes
- (en) Nightside sur marvel.com
- (en) Nightside sur l’Appendix to the Handbook of the Marvel Universe
- (en) Nightside sur la Comic Book Database

## Oracle
Oracle est une femelle alien télépathe. Elle peut lire les esprits, projeter ses pensées ou encore traquer les auras de certaines cibles. En se concentrant, elle peut rendre ses victimes inconscientes. Elle est basée sur le personnage de Saturn Girl de DC Comics.
En raison de ses pouvoirs, Lady Sybil prend le nom de code Oracle lorsqu'elle rejoint la Garde Impériale Shi'ar. Elle combat les X-Men et les Frères des étoiles à de maintes reprises. Elle est toujours restée fidèle au Trône, même lorsque ce dernier est possédé par le tyran Terrien Vulcain. Elle est tombée amoureuse de son coéquipier Flashfire avec qui elle s'est mariée.
Informations
- Première apparition : v.o. Uncanny X-Men #107 (1977) - v.f. Spécial Strange n° 17 (1979)
- Créateurs :  Chris Claremont (scénariste), Dave Cockrum (dessinateur)
- Espèce : Inconnue
- Taille : 1,70 m
- Poids : 57 kg
- Yeux : Roses
- Cheveux : Bleu clair, parfois blonds.
- Peau : Blanche

Liens externes
- (en) Oracle sur marvel.com
- (en) Oracle sur l’Appendix to the Handbook of the Marvel Universe
- (en) Oracle sur la Comic Book Database

## Smasher
Smasher est un nom de code utilisé par trois membres successifs de la Garde impériale. Les personnages sont basés sur le personnage de Ultra Boy de DC Comics. Ces trois mâles aliens font partie d'une race inconnue. Ils peuvent absorber l'énergie cosmique ambiante pour augmenter leur résistance et leur force physique. Ils peuvent survivre dans le froid glacial de l'espace. Ils utilisent des lunettes spéciales qui permettent de voir dans les coins, à travers les murs, ou même lire les esprits. Ils peuvent voler à vitesse modérée.
Vril Rokk, le premier Smasher, est un des membres de la Garde Impériale Shi'ar. Il est lié à Plutonia. Quand Cassandra Nova décime l'Empire Shi'ar, il tente de protéger Lilandra puis reçut l'ordre d'avertir les X-Men sur Terre. S'écrasant dans un champ, il n'eut pas le temps de rejoindre le Manoir avant que le reste de la Garde, contrôlé mentalement par Cassandra, n'attaquent les mutants. Il est battu durant le combat. Plus tard, Smasher est tué par Vulcain, le frère cadet de Scott Summers.
Salac Tuur le remplace et est tué par Karnak des Inhumains lorsque la Garde attaqua Hala lors du mariage de Crystal (comics) et Ronan.
Un troisième Smasher a repris le poste et a été envoyé avec une escouade enquêter sur la Faille.
Liens externes
- (en) Smasher (Vril Rokk) sur marvel.com
- (en) Smasher (Vril Rokk) sur l’Appendix to the Handbook of the Marvel Universe
- (en) Smasher (Salac Tuur) sur l’Appendix to the Handbook of the Marvel Universe
- (en) Smasher III sur l’Appendix to the Handbook of the Marvel Universe

## Starbolt
Starbolt est un mâle alien, dont le corps se compose d'énergie qui ressemble à du feu. Il peut projeter des rafales d'énergie. S'il reste trop longtemps loin de sources de chaleur, sa flamme commence à diminuer jusqu'à ce qu'il puisse se recharger. Starbolt est bien sûr insensible à la chaleur, au feu, mais aussi au froid glacé de l'espace et aux radiations. Il est basé sur le personnage de Sun Boy de DC Comics.
Starbolt combat les X-Men et les Frères des étoiles qui cherchent à sauver Lilandra Neramani. Starbolt est aussi l'un des huit gardes à combattre en duel les X-Men lors du jugement de Phénix. Il reste ensuite loyal envers l'Impératrice Lilandra lors du coup d'État du Sénateur Samadar. Starbolt est capturé par les forces armées mais est ensuite libéré. Il assiste pourtant Deathbird lors de son putsch. Il participe à la première guerre Kree-Shi'ar. Starbolt est l'adversaire du vengueur Quasar. Fidèle au Trône, il reste dans la Garde lors du coup d'État perpétré par Vulcain, et participe à l'assaut d'Hala lors du mariage de Ronan l'Accusateur et Crystal des Inhumains. Starbolt est tué, explosant après avoir été blessé par des monstres échappées de la Faille.
Liens externes
- (en) Starbolt sur marvel.com
- (en) Starbolt sur l’Appendix to the Handbook of the Marvel Universe
- (en) Starbolt sur la Comic Book Database

## Warstar
Warstar est un être composé de deux aliens robotiques, liés par symbiose : le petit B'Nee et le grand C'cil. Des centaines de robots du même genre existent dans l'armée Sh'iar, mais Warstar est le seul à servir dans la Garde impériale. B'nee est le cerveau, il établit des stratégies alors que le C'cil est les muscles, il possède une force et une endurance surhumaine. Les deux sont reliés par un lien télépathique et empathique. Ce lien est leur faiblesse si l'un est blessé, l’autre le ressent. Enfin C'cil est capable d'assommer ses opposants avec des chocs électriques. Ils utilisent un jetpack anti-gravité pour se déplacer à vitesse modérée dans l'atmosphère.
Warstar combat les X-Men sur la Lune afin de déterminer du destin de Jean Grey possédée par le Phénix Noir. Il suit Deathbird dans son complot pour déposer la Majestrix Lilandra. Au service de Deathbird alors sur le trône, il affronte les Chevaliers de l'espace, Liberator, les Frères des étoiles et l'armée Skrull. Quand cette dernière est bannie, Warstar reste fidèle à la Garde. Lors du conflit opposant Kree et Sh'iar, Lilandra l'envoie sur Terre avec Oracle, Nightshade et Scintilla. Il affronte les Vengeurs, Miss Hulk et Quasar.
Certains membres de la Garde sont par la suite jugés de crimes de guerre, et bannis sur Terre, quand la planète est transformée en prison interstellaire pendant une courte période. Là, Warstar et trois autres membres de la garde : Hussar, Neutron et Webwing s'allient avec des D'bari pour assassiner Jean Grey, qu'ils jugent responsables de leurs malheurs. Mais leu plan échoue face à Cable. Quand la Garde affronte Vulcain venu conquérir l'espace Sh'iar, ce dernier le coupe en deux. Pourtant, il survécut. Vulcain devint ensuite le nouvel empereur, après avoir épousé Deathbird et tué D'ken. Warstar lui reste fidèle, comme tous les membres de la Garde.
Warstar est abattu par Nova, venu secourir des Centurions sur une planète Kree assiégée par des Shi'ar. Il est reconstruit et participe à une mission dans la Faille, une déchirure de l'espace-temps menant vers une autre réalité.
Liens externes
- (en) Warstar sur marvel.com
- (en) Warstar sur l’Appendix to the Handbook of the Marvel Universe
- (en) Warstar sur la Comic Book Database

## Webwing
Webwing est membre d'une race extraterrestre qui ressemble aux créatures demeurant dans les océans de la planète Terre (mollusques). Webwing fait partie de La Garde Impériale Shi'ar, section contrôle des frontières du territoire dans l'univers Marvel. Sa première apparition dans les comics remontent à 1982 dans Uncanny X-Men #157.
Webwing est capable de prendre ses ennemis au piège avec ses nombreux tentacules. Il peut injecter dans le corps de ses victimes un sédatif narcotique puissant qu'il expulse par ses membranes. Ce poison agit telle une drogue et donne une sensation de bonheur absolu. La victime est sous son contrôle et se laisse donc faire.